# Kostel svatého Jana Křtitele (Horní Habartice)
Poutní kostel Narození svatého Jana Křtitele v Horních Habarticích je pozdně barokní sakrální stavbou. Spolu s farou a školou tvoří komplex budov na táhlém návrší.

## Historie
Místo stalo oblíbeným poutním místem poté, co Jiří Hauptmann z Habartic čp. 23 přinesl z bavorského pomezí na svých zádech dřevěnou sochu Spasitele. Brzy začala být socha uctívána a Hauptmann nakonec postavil s povolením vrchnosti pro sochu roku 1745 malou kapli. Protože ale do kaple začala proudit procesí ze širšího okolí, byl místo kaple postaven roku 1787 nynější kostel, který se stal roku 1858 farním. Kostel byl prodloužen v 19. století a rekonstruován v roce 2008. Po zákazu poutí v období josefínských reforem byla tato socha uctívána jako milostná jen přímo v Habarticích a nejbližším okolí.

## Architektura

### Exteriér
Kostel je jednolodní a obdélný. Má také obdélný polokruhově zakončený presbytář se sakristií po severní straně. Boční fasády a závěr jsou s dvojicemi pilastrů a kasulovými okny. Průčelí kostela, které vzniklo při prodlužování lodi v 19. století je členěno čtyřmi pilastry a zakončeno trojúhelníkovým, zcela hladkým štítem s malým kruhovým okénkem. V ose průčelí je pravoúhlý portál a nika se soškou sv. Jana Křtitele.

### Interiér

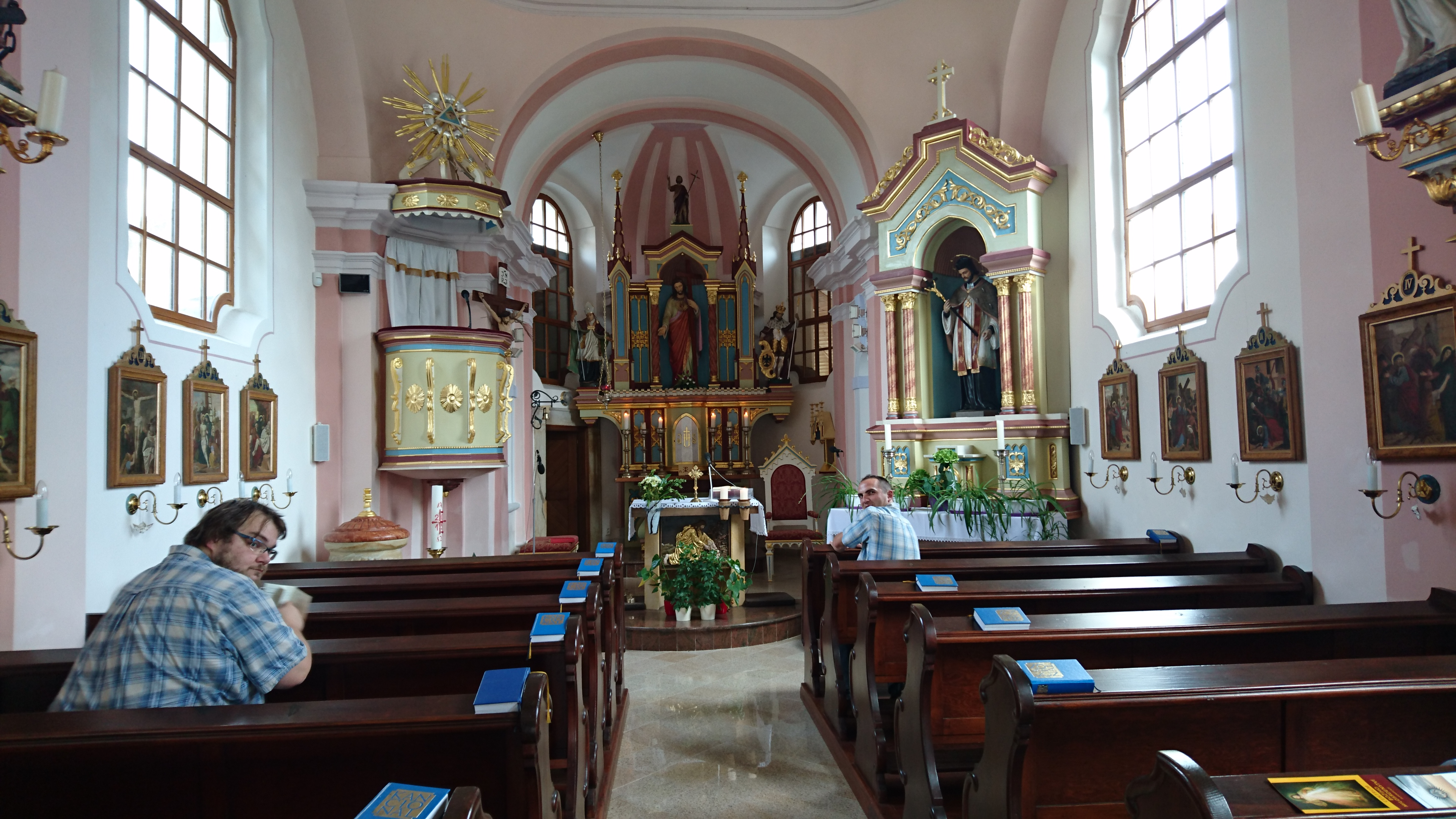

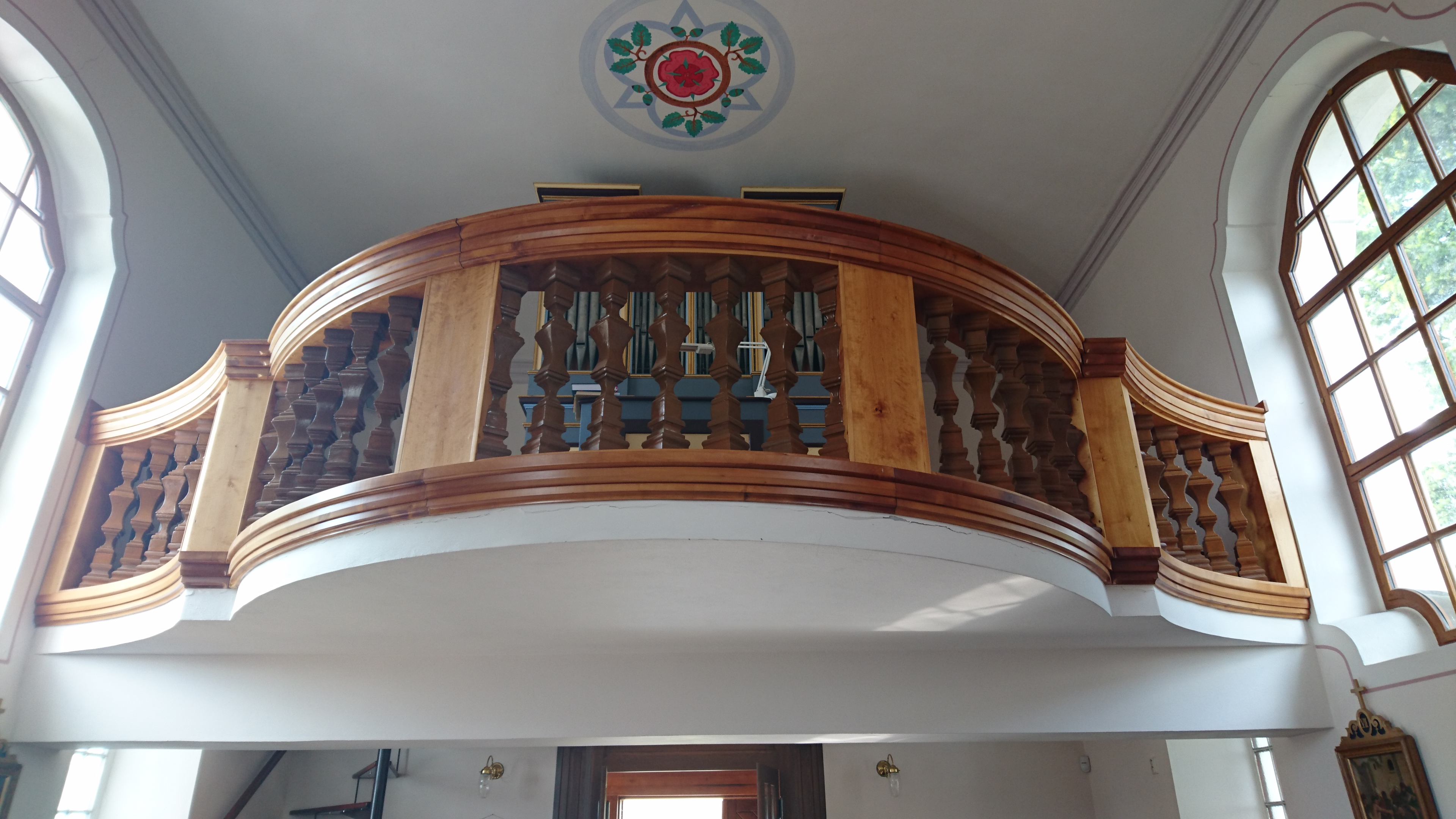

Uvnitř je presbytář členěn pilastry s úseky kladí a dvojicí nik. Má valenou klenbu s pásy a v závěru konchu s lunetami. V severní stěně se nachází pravoúhlý portálek do obdélné sakristie, která má plochý strop. Původně nebyla obdélná loď, která je krytá stropem s fabionem, zřejmě dlouhá. Do dnešní podoby byla rozšířena východní části výklenky v nichž jsou okna. Ve střední části je loď poněkud zúžena a členěna dvojicí pilastrů, na které se sbíhá dvojice pásů ze stropu. Kruchta má prkennou poprsnici. Podkruchtí je kryto stropem a pásem stlačené klenby.

### Vybavení
Hlavní oltář Nejsvětějšího Srdce Páně je pseudogotický. Jsou na něm barokní sošky sv. Václava a sv. Prokopa. Dva boční oltáře zasvěcené sv. Janu Nepomuckému a Panně Marii jsou historizující a pocházejí z 19. století. Kazatelna a křtitelnice jsou z konce 18. století. V kostele se nachází barokní socha Krista v okovech a sochy světců.